# بين ليفل (كارولاينا الشمالية)
بين ليفل (بالإنجليزية: Pine Level, Johnston County, North Carolina)‏ هي بلدة أمريكية تقع في الولايات المتحدة في مقاطعة جونستون. يقدر عدد سكانها بـ 1,700 نسمة ومساحتها 2.7 كم2 ووترتفع عن سطح البحر 51 متر.

## التركيبة السكانية
حدّد مكتب تعداد الولايات المتحدة بيانات التركيبة السكانية لبين ليفل في تعداد الولايات المتحدة. في ما يلي، التركيبة السكانية حسب تعدادي 2000 و2010.

### تعداد عام 2000
بلغ عدد سكان بين ليفل 1,313 نسمة بحسب تعداد عام 2000، وبلغ عدد الأسر 592 أسرة وعدد العائلات 374 عائلة مقيمة في البلدة. في حين سجلت الكثافة السكانية 295.1 نسمة لكل كيلومتر مربع (764.3/ميل2). وبلغ عدد الوحدات السكنية 652 وحدة بمتوسط كثافة قدره 146.5 لكل كيلومتر مربع (379.4/ميل2). وتوزع التركيب العرقي للبلدة بنسبة 88.12% من البيض و8.53% من الأمريكيين الأفارقة و0.23% من الأمريكيين الأصليين و0.08% من الأمريكيين ذوي الأصول الآسيوية و2.74% من الأعراق الأخرى و0.30% من عرقين مختلطين أو أكثر و2.97% من الهسبانيون أو اللاتينيون من أي عرق.
بلغ عدد الأسر 592 أسرة كانت نسبة 29.7% منها لديها أطفال تحت سن الثامنة عشر تعيش معهم، وبلغت نسبة الأزواج القاطنين مع بعضهم البعض 50.8% من أصل المجموع الكلي للأسر، ونسبة 9.8% من الأسر كان لديها معيلات من الإناث دون وجود شريك، بينما كانت نسبة 2.5% من الأسر لديها معيلون من الذكور دون وجود شريكة وكانت نسبة 36.8% من غير العائلات. تألفت نسبة 33.3% من أصل جميع الأسر من عدة أفراد يعيشون في نفس المنزل ونسبة 15.9% كانت تتألف من شخص يعيش بمفرده يبلغ من العمر 65 عاماً أو أكثر. وبلغ متوسط حجم الأسرة المعيشية 2.22، أما متوسط حجم العائلات فبلغ 2.81.
بلغ العمر الوسطي للسكان 39.3 عاماً. وكانت نسبة 21.9% من القاطنين تحت سن الثامنة عشر، وكانت نسبة 7.6% بين الثامنة عشر والرابعة والعشرين عاماً، ونسبة 30.1% كانت واقعةً في الفئة العمرية ما بين الخامسة والعشرين والرابعة والأربعين عاماً، ونسبة 21.9% كانت ما بين الخامسة والأربعين والرابعة والستين، ونسبة 18.5% كانت ضمن فئة الخامسة والستين عاماً فما فوق. يوجد لكل 100 أنثى 82.6 ذكر، ويوجد لكل 100 أنثى في الثامنة عشر من عمرها فما فوق 77.6 ذكر.
بلغ متوسط دخل الأسرة في البلدة 31,250 دولارًا، أما متوسط دخل العائلة فبلغ 40,227 دولارًا. وكان متوسط دخل الذكور 31,033 دولارًا مقابل 22,222 دولارًا للإناث. وسجل دخل الفرد الخاص بالبلدة 16,384 دولارًا. وكانت نسبة 9.9% من العائلات ونسبة 13% من السكان تحت خط الفقر، وكان من هؤلاء نسبة 17.6% تحت سن الثامنة عشر ونسبة 16.3% في الخامسة والستين من العمر وما فوق.

### تعداد عام 2010
بلغ عدد سكان بين ليفل 1,700 نسمة بحسب تعداد عام 2010، وبلغ عدد الأسر 698 أسرة وعدد العائلات 463 عائلة مقيمة في البلدة. في حين سجلت الكثافة السكانية 382 نسمة لكل كيلومتر مربع (989.4/ميل2). وبلغ عدد الوحدات السكنية 760 وحدة بمتوسط كثافة قدره 170.8 لكل كيلومتر مربع (442.4/ميل2).
وتوزع التركيب العرقي للبلدة بنسبة 73.24% من البيض و15.24% من الأمريكيين الأفارقة و0.71% من الأمريكيين الأصليين و0.12% من الأمريكيين ذوي الأصول الآسيوية و9.06% من الأعراق الأخرى و1.65% من عرقين مختلطين أو أكثر و12.94% من الهسبانيون أو اللاتينيون من أي عرق.
بلغ عدد الأسر 698 أسرة كانت نسبة 37% منها لديها أطفال تحت سن الثامنة عشر تعيش معهم، وبلغت نسبة الأزواج القاطنين مع بعضهم البعض 46.6% من أصل المجموع الكلي للأسر، ونسبة 14.6% من الأسر كان لديها معيلات من الإناث دون وجود شريك، بينما كانت نسبة 5.2% من الأسر لديها معيلون من الذكور دون وجود شريكة وكانت نسبة 33.7% من غير العائلات. تألفت نسبة 30.2% من أصل جميع الأسر من عدة أفراد يعيشون في نفس المنزل ونسبة 12.9% كانت تتألف من شخص يعيش بمفرده يبلغ من العمر 65 عاماً أو أكثر. وبلغ متوسط حجم الأسرة المعيشية 2.43، أما متوسط حجم العائلات فبلغ 3.01.
بلغ العمر الوسطي للسكان 35.8 عاماً. وكانت نسبة 26.9% من القاطنين تحت سن الثامنة عشر، وكانت نسبة 8% بين الثامنة عشر والرابعة والعشرين عاماً، ونسبة 26.7% كانت واقعةً في الفئة العمرية ما بين الخامسة والعشرين والرابعة والأربعين عاماً، ونسبة 25.3% كانت ما بين الخامسة والأربعين والرابعة والستين، ونسبة 13.1% كانت ضمن فئة الخامسة والستين عاماً فما فوق. وتوزع التركيب الجنسي للسكان بنسبة 46.7% ذكور و53.3% إناث.